# Liste der Baudenkmale in Eketāhuna
Die Liste der Baudenkmale in Eketāhuna umfasst alle vom New Zealand Historic Places Trust (NZHPT) als „Historic Place“ oder „Historic Area“ eingestuften Baudenkmale und Flächendenkmale der neuseeländischen Ortschaft Eketāhuna. Die Angaben stammen aus dem Register des NZHPT. Die Bezeichnungen der Baudenkmale orientieren sich an diesem Register. In die Liste werden auch bekannte Wahi Tapu (Area), kulturell und religiös bedeutsame Stätten und Gebiete der Māori, aufgenommen. Sie werden jedoch meist nicht publiziert.

| Bild           | Bezeichnung                     | Ort       | Anschrift                                          | Beschreibung      | Bauzeit | Eintrag          | Nummer | Kat. |
| -------------- | ------------------------------- | --------- | -------------------------------------------------- | ----------------- | ------- | ---------------- | ------ | ---- |
| weitere Bilder | St Cuthbert's Church (Anglican) | Eketāhuna | 10 Church Street Karte                             | Kirche            | 1899    | 23. Juni 1983    | 1274   | 2    |
| BW             | Eketāhuna School (Former)       | Eketāhuna | 16 Bengston Street Karte                           | Schule, ehemalige | 1884    | 15. April 2011   | 1275   | 2    |
| BW             | Wiwaka Station Woolshed         | Eketāhuna | 84588 State Highway 2 (direkt an der Straße) Karte | Wollschuppen      | 1889    | 23. Juni 2011    | 3970   | 2    |
| BW             | Grandstand                      | Eketāhuna | 89 Alfredton Road Karte                            | Tribüne           | 1913    | 15. April 2011   | 3971   | 2    |
| BW             | House                           | Eketāhuna | 14 Bengston Street und Haswell Street Karte        | Wohnhaus          | 1878    | 30. Oktober 1998 | 7436   | 2    |